# Rochard (jeu vidéo)
Pour les articles homonymes, voir Rochard.
Rochard est un jeu vidéo de type metroidvania et plates-formes, développé par Recoil Games et édité par Sony Online Entertainment et Recoil Games, sorti en 2011 sur Windows, Mac, Linux, PlayStation 3 et Android.

## Accueil
- GameSpot : 7/10[1]